# Calvignano
Calvignano é uma comuna italiana da região da Lombardia, província de Pavia, com cerca de 130 habitantes. Estende-se por uma área de 6 km², tendo uma densidade populacional de 22 hab/km². Faz fronteira com Borgo Priolo, Casteggio, Corvino San Quirico, Montalto Pavese, Oliva Gessi.

## Demografia
| Variação demográfica do município entre 1861 e 2011                               |
|                                                                                   |
| Fonte: Istituto Nazionale di Statistica (ISTAT) - Elaboração gráfica da Wikipedia |